# TNCスーパーニュース
『TNCスーパーニュース』（ティーエヌシースーパーニュース、ラテン文字表記：TNC Super NEWS）は、テレビ西日本で夕方に生放送されていた福岡県向けのローカルワイドニュース番組である。ハイビジョン制作（ハイビジョン放送は地上デジタル放送のみで実施）。

## 概要
- TNCは以前から夕方のネットワークニュースを改題して放送しており、平成に入ってからはネットワークニュースの改題に合わせて番組を刷新している。この番組は、『FNNニュース555 ザ・ヒューマン』がわずか1年で終わったのに伴い、『TNC NEWS ザ・ヒューマン FNN』に替わって1998年3月30日にスタートした。

- フジテレビ制作の全国ニュース『FNNスーパーニュース』が続いていることからこの番組も続いているものの、月曜から金曜までの放送については2009年から2012年までの3年間『ハチナビ』シリーズに組み込まれる形式であったことから、以下のように別番組として扱われていた。

- 2009年3月30日から2010年3月26日までは『FNNハチナビ スーパーニュース』として放送。

- 2010年3月29日から2012年3月30日までは『ハチナビプラス TNCスーパーニュースFNN』として放送。

- また、土日版については全国版で演出リニューアルが行われた際、放送上は『TNCスーパーニュースWEEKEND』としている。

- FNNは他のニュースネットワークと異なり、佐賀県にサガテレビがあるため、通常佐賀県のニュースも伝えている他の在福局と違い、佐賀県内のニュース素材を挙げることはほとんど無い。

- しかし、逆に山口県にFNN系列局が無いことから、TNCの取材区域に山口県が含まれている（基本的に西部や北部等を取材区域とし、県東部は主にテレビ新広島、県北東部は主に山陰中央テレビがそれぞれ取材する）。そのために山口県のニュースを伝えることが多く、大事件発生などの重大ニュースは場合によってはトップニュースになることもあった。

- 2007年12月3日放送分をもって全編ハイビジョン化され、それに併せてテロップやオープニングCG、ニューススタジオのリニューアルが行われた。それまでは全国ニュース部と、オープニング、エンディングCG、お天気カメラの映像のみがハイビジョンであった。

- 2008年3月31日からは一時期、従来テレビドラマの再放送に充てていた17時台のネットも行っていた。

### 年末スペシャル
- 2005年からFNN九州沖縄系列にて、12月下旬に九州沖縄の1年を振り返る当番組をベースとした特別番組を放送しており、2005年から2008年・2014年の放送回は境鶴丸（フジテレビアナウンサー）が担当した。

- 放送枠は毎年変遷しているが2014年12月までは16時台から17時台の2時間を放送枠で固定されていた。

## 歴史
1998年3月30日
『FNNスーパーニュース』開始に伴い、『TNC NEWS ザ・ヒューマン FNN』の後継番組として番組開始。
初代の平日メインキャスターは高橋幸平・池崎美盤が担当したが、当初半年間はスーパー列島中継と25分間全国ニュース・スポーツが全国ネット受けされた。
1998年10月1日
全国ニュースが30分間に5分拡大。これによって構成が一部変更。
1998年10月2日
『TNCスーパータイム NEWS&SPORTS』以来12年9か月の長きにわたって平日のこの枠を担当してきた高橋幸平が勇退。
1998年10月5日
高橋の後任に、後にイラク戦争当時のバンコク支局長として戦争取材をすることになるTNC報道部の島生敦を起用。
また、それまで報道部の女性契約フリーアナウンサーが担当してきた気象情報を日本気象協会九州支社の気象予報士が担当することになり、テレビ西日本の近くが地元という手嶋準一が初登場。
2000年3月31日
2年間担当した池崎美盤が番組降板。同時にテレビ西日本も退社して帰京し、フリーアナウンサーになる。
2000年4月3日
平日の放送時間が17:50からの65分に拡大。また全国版の全面リニューアルに伴ってタイトルロゴを変更、ほぼ今日のスタイルが確立される。
池崎の後任に永谷裕香が起用される。
2002年3月29日
永谷が社内人事で『ももち浜ストア』を担当することになり降板。
2002年4月1日
平日の放送開始が17:53.30に繰り下げられ、やや時間縮小。
永谷の後任に津野瀬果絵が起用される。
2003年8月29日
島生が社内人事でFNNバンコク支局長に就任するために降板。後任が入るまでは日によって津野瀬が単独進行したり、高橋が5年ぶりに再登板するなどして急場をしのいだ。
2003年11月3日
島生の前任バンコク支局長としてアフガン戦争の取材にも行った原満幸が正式な島生の後任として起用される。
2004年10月1日
永谷退社で津野瀬が『ももち浜ストア』に転じることとなり降板。
2004年10月4日
津野瀬の後任に畑野優理子が起用される。
2006年7月3日
この2日前に福岡都市圏で地上デジタル放送が開始されたことに伴い、オープニングCGとお天気カメラ映像・エンディングCGがハイビジョン化された。
2007年3月30日
畑野が福岡ソフトバンクホークス投手・馬原孝浩との結婚のために降板。ただし、この事実が明らかになったのはずっと後のことである。
2007年4月2日
畑野の後任に出口麻綾が起用される。
2007年12月3日
番組制作のHD化対応が完了して全面ハイビジョン化。
2008年3月28日
原と出口がそろって降板。キャスターの全面刷新はこの時が初めてである。
2008年3月31日
番組開始10周年にあたり、原の後任にスポーツアナウンサーの川﨑聡が、出口の後任に同期の牧尾結衣が、それぞれ起用される。
平日の放送時間が16:50から18:55まで拡大するも、17時台は東京からのネット受けとなる。
2008年9月29日
平日の放送開始が3分繰り下げられ、かつ短縮。
2009年3月27日
新年度から『ハチナビ』シリーズを開始するのに伴い、このタイトルでの平日版の放送は11年間の長い歴史に一旦幕を閉じた。
また、牧尾は新番組に移行したものの、高橋が定年退職し、後任のアナウンス部長となった田久保尚英が『ハチナビ スーパーニュース』を担当することになった関係で、川﨑はアナウンス部の管理補助を行う必要が生じたこともあって降板。
翌日からは土日のみこのタイトルで放送。
2012年4月2日
『ハチナビプラス』終了に伴い、翌日からの平日版が3年ぶりにこのタイトルに戻る。
2013年1月7日
2012年最後（12月24日）の放送をもって出産準備のために退いた下松小百合に替わり、土曜を担当していた四位知加子が平日版に移行。
2013年2月25日
月曜日の気象情報担当を務めた木地智美が降板。
2013年3月29日
2年間平日アンカーを務めていた報道部の岸本貴博がこの日をもって降板し、記者専従に戻る。また、同日で坂梨も降板した。
2013年4月1日
岸本および坂梨の後任にTNCの男性アナウンサー2人が加わる。山口がメインキャスター、松尾はスポーツ担当。また、この日から13年ぶりに東京同様ロゴ変更が行われ、『TNC Super NEWS』と英文字表記になる（EPGや番組表はそのまま）。
2015年3月29日
この日をもって『FNNスーパーニュース』（平日版）及び『FNNスーパーニュースWEEKEND』（週末版）が17年の幕を下ろすのに伴い、本番組も終了となった。後継番組は平日は『ももち浜ストア 夕方版』で、同番組内に「TNC 5時のニュース」「TNC 6時のニュース」（17:54-18:15は「FNN みんなのニュース」内包・タイトル改題）が新設される。土日は『TNC みんなのニュースWeekend』となる。また、この日をもって17年間TNCの気象情報に携わってきた手嶋も卒業した。

## 放送時間
| 1998.3.30 | 2000.4.2  | 17:54.45 - 18:55（60分15秒） | 18:00 - 18:30（30分） | 17:30 - 18:00（30分） |
| 2000.4.3  | 2001.4.1  | 17:50 - 18:55（65分）        | 18:00 - 18:30（30分） | 17:30 - 18:00（30分） |
| 2001.4.2  | 2002.3.31 | 17:50 - 18:55（65分）        | 17:30 - 18:00（30分） | 17:30 - 18:00（30分） |
| 2002.4.1  | 2008.3.30 | 17:53.30 - 18:55（61分30秒） | 17:30 - 18:00（30分） | 17:30 - 18:00（30分） |
| 2008.3.31 | 2008.9.28 | 16:50 - 18:55（125分）       | 17:30 - 18:00（30分） | 17:30 - 18:00（30分） |
| 2008.9.29 | 2009.3.29 | 16:53 - 18:55（122分）       | 17:30 - 18:00（30分） | 17:30 - 18:00（30分） |
| 2009.4.4  | 2012.4.1  | （放送無し）                 | 17:30 - 18:00（30分） | 17:30 - 18:00（30分） |
| 2012.4.2  | 2015.3.29 | 17:54 - 19:00（66分）        | 17:30 - 18:00（30分） | 17:30 - 18:00（30分） |

## 歴代出演者

### メインキャスター
※は報道部所属。
| 期間      | 期間       | 平日版                 | 平日版       | 土曜版                                       | 日曜版                                       |
| 期間      | 期間       | 男性                   | 女性         | 土曜版                                       | 日曜版                                       |
| --------- | ---------- | ---------------------- | ------------ | -------------------------------------------- | -------------------------------------------- |
| 1998.3.30 | 1998.10.4  | 高橋幸平               | 池崎美盤     | （女性契約キャスターによるローテーション制） | （女性契約キャスターによるローテーション制） |
| 1998.10.5 | 2000.4.2   | ※島生敦                | 池崎美盤     | （女性契約キャスターによるローテーション制） | （女性契約キャスターによるローテーション制） |
| 2000.4.3  | 2002.3.31  | ※島生敦                | 永谷裕香     | （女性契約キャスターによるローテーション制） | （女性契約キャスターによるローテーション制） |
| 2002.4.1  | 2003.8.31  | ※島生敦                | 津野瀬果絵   | （女性契約キャスターによるローテーション制） | （女性契約キャスターによるローテーション制） |
| 2003.9.1  | 2003.11.2  | （高橋ほか代役で対応） | 津野瀬果絵   | （女性契約キャスターによるローテーション制） | （女性契約キャスターによるローテーション制） |
| 2003.11.3 | 2004.9.30  | ※原満幸                | 津野瀬果絵   | （女性契約キャスターによるローテーション制） | （女性契約キャスターによるローテーション制） |
| 2004.10.1 | 2007.4.1   | ※原満幸                | 畑野優理子   | （女性契約キャスターによるローテーション制） | （女性契約キャスターによるローテーション制） |
| 2007.4.2  | 2008.3.30  | ※原満幸                | 出口麻綾     | （女性契約キャスターによるローテーション制） | （女性契約キャスターによるローテーション制） |
| 2008.3.31 | 2009.3.29  | 川﨑聡                 | 牧尾結衣     | （女性契約キャスターによるローテーション制） | （女性契約キャスターによるローテーション制） |
| 2009.4.4  | 2012.4.1   | （放送無し）           | （放送無し） | （女性契約キャスターによるローテーション制） | （女性契約キャスターによるローテーション制） |
| 2012.4.2  | 2012.12.24 | ※岸本貴博              | ※下松小百合  | 四位知加子                                   | 新垣泉子                                     |
| 2013.1.5  | 2013.3.31  | ※岸本貴博              | 四位知加子   | （シフト勤務）                               | （シフト勤務）                               |
| 2013.4.1  | 2015.3.29  | 山口喜久一郎           | 四位知加子   | （シフト勤務）                               | （シフト勤務）                               |

週末版は主担当アナウンサーが仕事の都合で担当せず、他のTNCアナウンサーや報道部契約社員が担当する。

### コーナー担当など
- 松尾幸一郎（TNCアナウンサー） - スポーツニュースコーナー担当。
- 坂梨公俊 - この番組には2012年度から出演。職制変更に伴い、スポーツコーナーのみを担当。
- 田久保尚英（TNCアナウンス部長） - レギュラー不在時のピンチヒッター。
- 大谷真宏（TNCアナウンサー） - レギュラー不在時のピンチヒッター。
- 藤城真木子（当時TNCアナウンサー） - レギュラー不在時のピンチヒッター。
- 津野瀬果絵（TNCアナウンサー） - レギュラー不在時のピンチヒッター。
- 出口麻綾（TNCアナウンサー） - レギュラー不在時のピンチヒッター。
- 高山梨香（当時TNCアナウンサー） - レギュラー不在時のピンチヒッター。
- 橋本真衣（TNCアナウンサー） - レギュラー不在時のピンチヒッター。
- やがら純子（リポーター担当、ナレーション）
- 伊藤有里子 - リポーター。

## 報道部契約社員
2011年度まではフリーアナウンサーを個別契約する形式で起用し、平日版のニュースリポーターと週末（土曜・日曜）のエリア枠ニュースリードを彼らに持ち回りで担当させていた。また、当初は気象情報担当キャスターもいたが、人事制度の変更により、原則単年（最長5年まで更新可）雇用の報道部契約社員を起用するようになった。これらのキャスターは朝・深夜のニュースリードも担当している。
- 井上裕子（初期週末版のメインキャスターを務めた）
- 石橋益由規（元テレビ熊本報道記者）
- 板井環奈（元NHK大分放送局契約キャスター。その後「環奈」としてフリーアナウンサーに）
- 岩永暁子（当時北九州支社所属。退社後、日本テレビ番組ディレクターを経て宮崎放送報道部記者）
- 金子由香梨（元沖縄テレビアナウンサー）
- 黒木香（旧姓：弘中。元テレビ長崎アナウンサー）
- 三瓶晶子（元テレビ愛媛アナウンサー。2012年度途中で退社）
- 桑原麻衣
- 正福里奈（元RKBラジオスナッピー）
- 瀬山英子（元テレビ熊本アナウンサー）
- 高橋優子（元長崎文化放送アナウンサー、元NHK大阪放送局契約キャスター）
- 竹島七美（旧姓：河野）
- 前田恵
- 春山恵理（元テレビ長崎アナウンサー）
- 高岡尚代
- 松尾恵子（元宮崎放送契約アナウンサー）
- 三浦槇（元NHK熊本放送局キャスター）
- 室屋典子（元鹿児島テレビアナウンサー、その後、「山下のりこ」としてフリーアナウンサーに）
- 吉岡美瑞穂（元NHK鳥取放送局キャスター、元北九州支社専属 → 本社報道部北九州担当）
- 須河内雅子（元山口朝日放送アナウンサー）
- 吉谷あゆ（元日本道路交通情報センターキャスター）
- 毛利千亜樹（元NHK契約キャスター）
- 森久珠江
- 花村枝里
- 竹平晃子

## 気象予報士
いずれも日本気象協会九州支社所属。
- 手嶋準一（平日第1期 → 火曜日-金曜日担当）
- 君島由希子（月曜日担当、第1期）
- 木地智美（月曜日担当、第2期）
- 手嶋準一（平日第2期担当）

### 補足
- 以前は手嶋が全日にわたって担当し、数年前から6月から翌年3月まで新人予報士が経験を積む目的で出演していたが、手嶋が『ももち報道K宣言!』（現在の『土曜NEWSファイル CUBE』）に出演するようになってからは、君島由希子が新人研修期間の評判が良かったこともあり、月曜日のみ引き続いて担当した。

- 君島は『FNNハチナビ スーパーニュース』月曜担当中、2009年12月28日まで結婚・妊娠で降板していた。

- 第2期に時を合わせたかのようにNHK北九州放送局『きたきゅうたいむ』で活動を再開しているが、木地は『ハチナビプラス TNCスーパーニュースFNN』からの続投。

- 木地は2013年2月25日まで離任・帰郷、2013年度はNHK富山放送局に出演している。

## テーマ曲
- 葉加瀬太郎 「ボーン・トゥ・スマイル」（平日のみ）
- 松永貴志 「Forever」（平日のみ）